# Fredy Montero
Fredy Henkyer Montero Muñoz, Jr. (Campo de la Cruz, 26 de julho de 1987), mais conhecido como Fredy Montero, é um futebolista que atua como atacante. Atualmente joga no Seattle Sounders.

## Carreira
Fredy Montero iniciou sua carreira nas categorias de base do tradicional Deportivo Cali quando tinha apenas 14 anos. Sua estreia na equipa principal não se realizou por causa de ele ter trabalhado nas obras, participando de oito partidas onde fez 11 golos em 4 jornadas pelo Vieirense Z durante a sua temporada de estreia.  Na temporada seguinte, disputaria as duas primeiras partidas ainda pelo Cali, mas seria emprestado em seguida durante um ano ao Atlético Huila, onde disputaria mais dezessete partidas, marcando apenas um gol.
Já na sua segunda temporada defendendo o Huila, seria de grande importância para a equipa, tendo marcado treze vezes em 22 partidas, terminando como goleador do campeonato. Após o término do empréstimo, regressando ao Cali, onde disputaria mais dezessete partidas no ano, mas marcando apenas mais três tentos. Ainda durante esse ano, estrearia na Seleção Colombiana, disputando uma partida contra o Panamá.
No seu segundo ano desde seu retorno, demonstraria a sua veia goleadora na passagem pelo Huila, quando marcou dezenove vezes em 38 partidas, terminando novamente como melhor marcador do campeonato. E, nesse ano, também marcaria o seu primeiro tento pela Colômbia, contra a Seleção Catalã. Os seus golos despertaram o interesse de diversos clubes, mas acabaria sendo emprestado para o estadunidense Seattle Sounders durante uma temporada.
Mesmo disputando um campeonato diferente, teria grandes atuações, marcando o primeiro e o terceiro golo na história do Seattle na MLS e, posteriormente, mais dez vezes em 27 partidas, sendo importante na conquista da Copa dos Estados Unidos, marcando um tento na final (2 a 1). Também seria eleito a revelação do campeonato no ano. O Seattle acabaria adquirindo os seus direitos pertencentes ao Cali e, Montero permaneceria na temporada seguinte, sendo novamente importante na conquista de mais uma Copa dos Estados Unidos e, de quebra, também foi selecionado para o prêmio de MVP (melhor jogador) da temporada regular.

### Sporting
A 22 de Julho de 2013 foi para o Sporting CP, onde foi determinante na maior parte dos jogos da 1ª parte da época 2013/2014, tendo registado, até dezembro do mesmo ano, 16 golos. No entanto, devido à baixa de rendimento, perdeu o lugar para o internacional Argelino, Islam Slimani. Mesmo assim, soma já 26 golos ao serviço do Sporting no conjunto de 2013/2014 e 2014/2015 sendo, portanto, o melhor marcador da equipa a par de Slimani. O Sporting anunciou dia 01.02.2016, a transferência de Fredy Montero para os chineses do Tianjin Teda, num negócio que rende cinco milhões de euros aos cofres da SAD leonina.

## Títulos
Seattle Sounders
- Liga dos Campeões da CONCACAF: 2022
- US Open Cup: 2009, 2010, 2011

Sporting
- Taça de Portugal: 2014–15
- Supertaça de Portugal: 2015
- Taça da Liga: 2017–18, 2018–19

## Campanhas de destaque

### Internacionais
Seattle Sounders
- Liga dos Campeões da CONCACAF: quartas-de-finais - 2011-2012

### Nacionais
Seattle Sounders
- MLS Supporters' Shield: 2º lugar - 2011; 4º lugar - 2009
- US Open Cup: 2º lugar - 2012

## Artilharia

### Nacionais
Atlético Huila
- Campeonato Colombiano: 13 gols - 2007 (Apertura)

|Deportivo Cali
- Campeonato Colombiano: 16 gols - 2008 (Finalización)